# Oh Land
Oh Land, eigentlich Nanna Øland Fabricius, (* 2. Mai 1985 in Kopenhagen) ist eine dänische Musikerin, Sängerin und Visual Artist im Bereich des Elektropop.

## Leben und Werk
Nanna Øland Fabricius wurde als Tochter der Opernsängerin Bodil Øland und des Organisten Bendt Fabricius (nicht zu verwechseln mit Bent Fabricius-Bjerre) geboren. Bereits mit 8 Jahren begann sie Ballettunterricht zu nehmen, mit 10 Jahren wechselte sie zur Ballettschule des Königlich Dänischen Balletts und mit 15 Jahren zog sie nach Stockholm, um ihre Ausbildung beim Königlich Schwedischen Ballett fortzusetzen. Im Alter von 18 Jahren erlitt Fabricius eine schwere Rückenverletzung, die es ihr unmöglich machte, weiterhin professionell zu tanzen.
Sie begann daraufhin, eigene Songs zu schreiben und unter dem Pseudonym Oh Land zu singen. Das Pseudonym ist eine Anspielung auf ihren Mittelnamen. 2007 stellte sie einige ihrer Songs bei Myspace ein, wo sie von dem Indielabel Fake Records entdeckt wurden. Fake Records verpflichtete Fabricius für das Album Fauna, das 2008 erschien, jedoch außerhalb ihres Heimatlands Dänemark kaum beachtet wurde. 2009 bemühte sie sich erfolgreich um eine Reihe von Auftritten in den Vereinigten Staaten, unter anderem auch beim South-by-Southwest Festival in Austin, Texas.
Dort wurde sie von einem Agenten des Plattenlabels Epic Records gesehen und unter Vertrag genommen.
Seitdem veröffentlichte sie die Single Sun of A Gun sowie die EP Oh Land und das ebenfalls Oh Land betitelte Album. Das Album erreichte Platz 184 der Billboard 200 und Platz 5 der dänischen Albumcharts. Ihr Song White Nights erreichte Platz 13 der dänischen und Platz 60 der deutschen Singlecharts. Für den Song Sun of A Gun arbeitete sie mit dem britischen Produzenten Dave McCracken zusammen, der auch schon mit Depeche Mode, Beyoncé, Shakira und John Legend kooperierte. Ebenfalls an der Entstehung des Albums beteiligt waren Pharrell Williams von N.E.R.D sowie Dan Carey (Sia, M. I. A., La Roux) und Lester Mendez (Shakira, Spice Girls).
Mit ihrem Song Sun of a Gun trat Oh Land bei der David Letterman Show und Jimmy Kimmel Live! auf. Oh Land ist die Gewinnerin des NewNowNext Awards 2011 in der Sparte Brink of Fame Music Artist und ihr Video zu Sun of a Gun wurde von mtvU zum Best Freshman Video gewählt. Sie trat als Vorgruppe für Orchestral Manoeuvres in the Dark und im Juli/August 2011 für Sia sowie für Katy Perry auf.
Oh Land setzt bei ihren Live-Auftritten ein Drumpad ein, das es ihr erlaubt, Sound Samples abzuspielen und das abhängig von ihrer Interaktion mit dem Gerät Bilder auf Ballons projiziert. An der Vorderseite des Geräts ist außerdem ein LED-Bildschirm angebracht, der im Rhythmus ihrer Bewegungen aufleuchtet.
Im Januar 2011 zog Øland Fabricius von Kopenhagen, Vesterbro nach Williamsburg, Brooklyn, New York. Dort lebt sie mit ihrem Ehemann Eske Kath, einem Künstler, und ihrem Hund.
Die Musik von Oh Land wird in der Fachpresse häufig mit der von Lykke Li, Goldfrapp
und Little Boots verglichen. Auch Vergleiche zu Lady Gaga werden gelegentlich bemüht, jedoch nicht um ihren Musikstil zu beschreiben, sondern als Anspielung auf ihre Bühnenshow.
2014 wirkte Fabricius an der Seite von Mads Mikkelsen in dem dänischen Western The Salvation – Spur der Vergeltung mit.

## Diskografie
Alben
- Fauna (2008)
- Oh Land (2011)
- Wish Bone (2013)
- Earth Sick (2014)
- Family Tree (2019)

EPs
- Oh Land (2010)

Singles
- Sun of a Gun (2010)
- Rainbow (2011)
- White Nights (2011)
- We Turn It Up (2011)
- Speak Out Now (2012)
- Renaissance Girls (2013)
- Pyromaniac (2013)
- Nothing Is Over (2014)
- Head Up High (2014)
- Julefeber (2020)

## Filmografie
- 2007: Hvid nat
- 2014: The Salvation: Spur der Vergeltung (The Salvation)
- 2023: Eternal – Echos aus der Tiefe (For evigt)